# Stilbe overbergensis
Stilbe overbergensis är en tvåhjärtbladig växtart som beskrevs av J.P. Rourke. Stilbe overbergensis ingår i släktet Stilbe och familjen Stilbaceae. Inga underarter finns listade i Catalogue of Life.